# TL Be 4/6
Ne doit pas être confondu avec TL Bem 4/6.
Pour un article plus général, voir Ligne M1 du métro de Lausanne.
Les automotrices Be 4/6 nos 218 à 222 sont des automotrices électriques légères de la compagnie des transports publics de la région lausannoise, basée sur les automotrices bimodes Bem 4/6, et utilisées exclusivement sur la ligne M1 du métro de Lausanne.

## Description

### Historique
Ces automotrices légères ont été construites pour l'exploitation de la ligne de métro léger reliant la gare de Lausanne-Flon à celle de Renens. En 2012, les automotrices Bem 4/6 nos 201-217 subissent une opération dite de mi-vie et sont améliorées.
Afin de répondre à l'afflux important de voyageurs sur cette ligne, cinq nouvelles rames sont commandées d'ici 2015, pour rejoindre le parc existant. Elles sont construites dans les ateliers de Bombardier à Villeneuve en collaboration avec les équipes du MOB. Les coûts sont estimés à 34 millions de francs.
Elles sont toutes opérationnelles dès 2015 et la capacité est augmentée de 25 % grâce à une circulation en unité multiple de dix compositions doubles circulant à la cadence de 5 minutes,.
Le 15 novembre 2012, la première caisse de ces cinq nouvelles automotrices est livrée en kit aux ateliers de la Borde des TL à Lausanne, site où les nouvelles rames sont assemblées.
Le 11 juillet 2013 a lieu l'aménagement intérieur des premières caisses. Elles sont transportées par camion depuis les ateliers de la Borde jusqu'à ceux d'Écublens afin d'être montées sur leurs bogies. La première mise en circulation est prévue pour l'automne 2013.
Il faut néanmoins attendre le 18 décembre 2013 pour que la première des cinq nouvelles rames transformées aux ateliers de la Borde et au garage-atelier d'Écublens soit mise en service. Elle reçoit son homologation de l'OFT deux jours auparavant, lui permettant de circuler,.
Entre-temps, les rames suivantes sont produites et livrées. Ainsi, la deuxième rame est mise en service en janvier 2014, mais ne transporte ses premiers voyageurs que depuis la première semaine du mois d'avril. La troisième est livrée en juin.
En juillet de la même année, les rames reçoivent l'autorisation de l'OFT pour circuler en unités multiples. En octobre 2014 la quatrième rame est livrée. Le 27 janvier 2015, c'est au tour de la cinquième et dernière rame d'être livrée puis mise en service commercial,.
En décembre 2014 l'OFT délivrait l'autorisation pour faire circuler  les Be 4/6 en unités multiples avec les anciennes rames Bem 4/6 qui ont subi l'opération de mi-vie.

## Technique
Ces cinq automotrices sont pourvues d'un système de propulsion électrique. En effet, leur dénomination Be 4/6 signifie : Rame automotrice de seconde classe (B) à traction électrique (e) avec 4 essieux moteurs sur 6 au total (4/6). Concernant les dimensions, ces rames sont en tous points identiques à leurs grandes sœurs, les rames Bem 4/6. Elles sont pourvues d'un plancher haut à 95 cm ; les quais de toutes les stations y sont adaptés.

## Galerie de photos

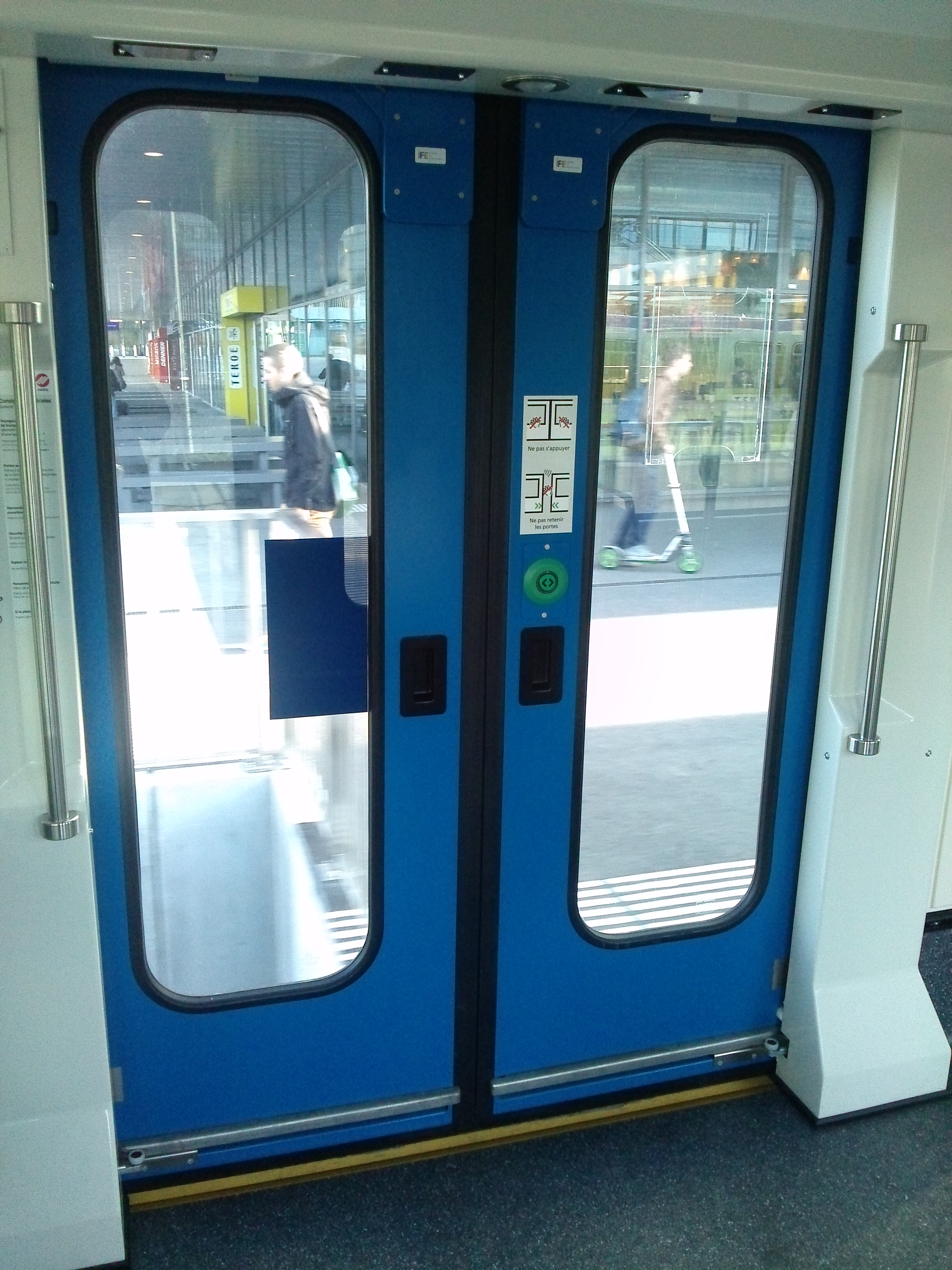
Porte automatique des automotrices Be 4/6.
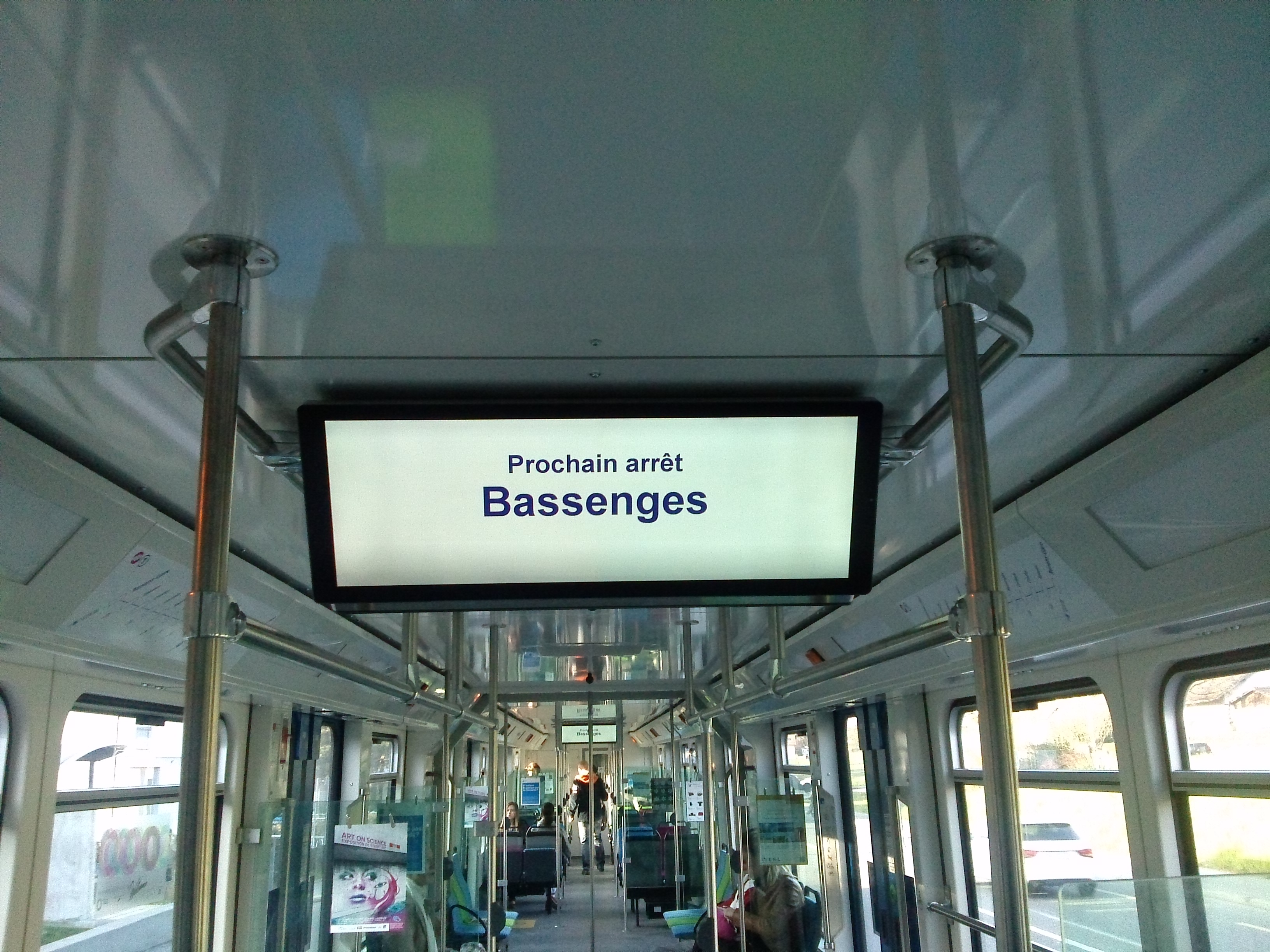
Écran d'annonce des stations.
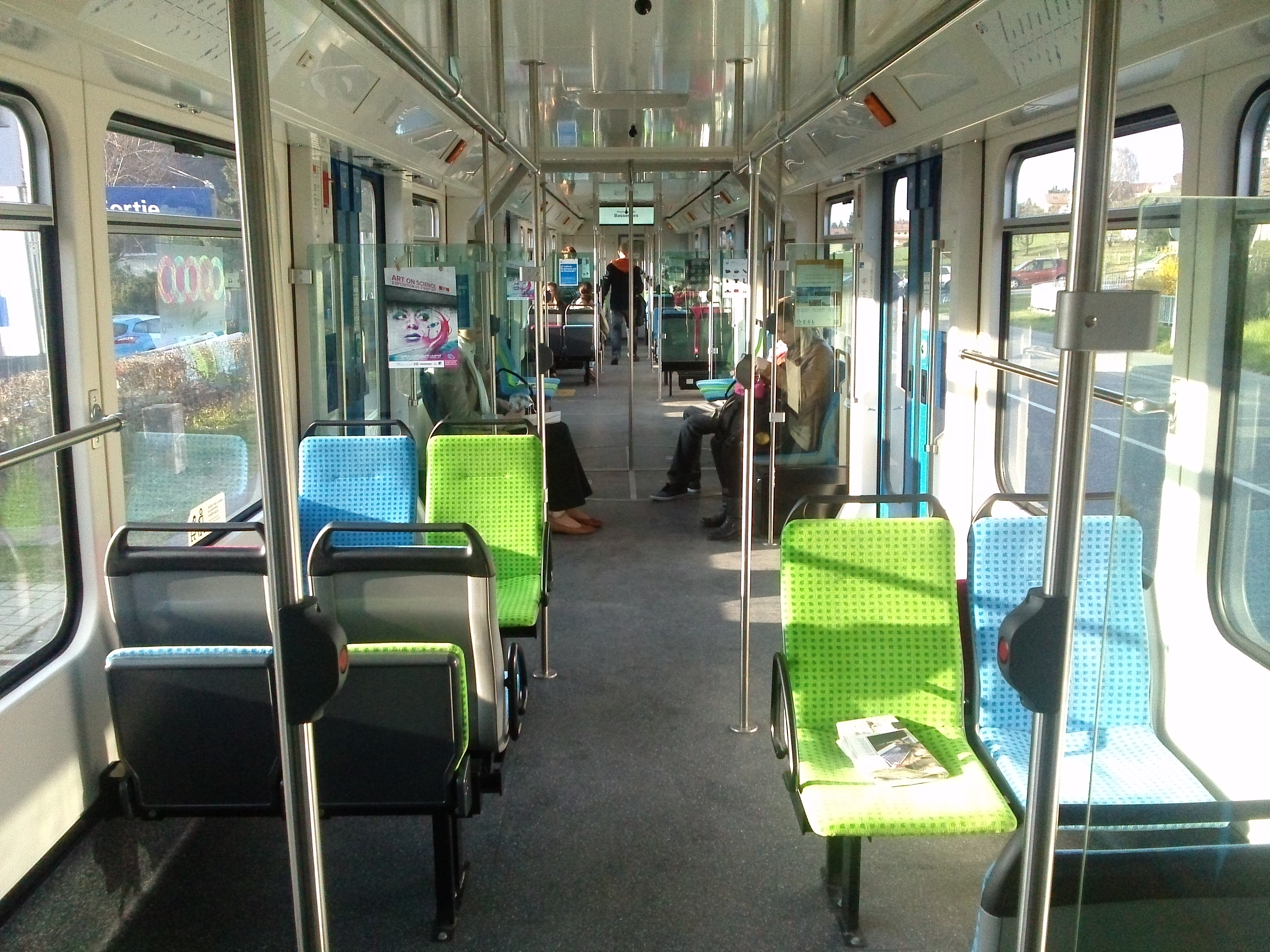
Intérieur du compartiment unique de 2e classe des Be 4/6.